# Spalacopsis lobata
Spalacopsis lobata är en skalbaggsart som beskrevs av Stefan von Breuning 1942. Spalacopsis lobata ingår i släktet Spalacopsis och familjen långhorningar. Inga underarter finns listade i Catalogue of Life.